# Врбица (празник)
Лазарева субота или Врбица се слави на суботу уочи празника Цвети (који увек падају у шесту недељу Часног поста) посвећена је успомени на васкрсење четвородневног Лазара, и на улазак Христов у Јерусалим, где су га деца свечано дочекала и поздравила.

## Прослава Лазареве суботе
На дан Лазареве суботе се у православним храмовима у поподневним часовима служи вечерње богослужење, и у цркву се уносе млади врбови ластари, тек улистали. Пошто се врба освети, свештеник народу дели гранчице, и затим се врши трократни опход око храма са црквеним барјацима, рипидама и чирацима. Народ обилази око храма уз певање тропара Лазареве суботе.
Овај празник је искључиво празник деце. За тај дан мајке свечано обуку своју децу, па чак и ону најмању, од неколико месеци, доносе, свечано обучену, цркви, купују им звончиће везане на тробојку и стављају око врата, а венчиће на главу. Деца се радују, трче по порти и учествују у опходу око цркве. Младе врбове гранчице се односе кућама и стављају поред иконе и кандила. Празник је имао велики значај пре Другог светског рата.
Лазар је по црквеном предању рукоположен од апостола Павла и Варнаве и био је први владика на Кипру, 30 година, у Ларнаци, где је по истом предању, други пут и умро и био сахрањен. Ларнака, што на грчком језику значи гробница (Ларнакс), је добила име управо по другој Лазаревој гробници.
Са овим празником почињу велики Васкршњи празници.